# Топало, Владимир Кузьмич
Владимир Кузьмич Топало (6 апреля 1930, с. Абаклия, Бессарабия — 17 июня 2016, Толмачёво, Ленинградская область) — советский передовик производства, бригадир комплексной бригады строительного управления № 1 треста «Кишинёвстрой» (Молдавская ССР), Герой Социалистического Труда (1960).

## Биография
Родился в большой крестьянской семье. Молдаванин.
Окончив 5 классов, выучился в школе фабрично-заводского обучения (ФЗО) на каменщика, после чего работал каменщиком в строительном управлении № 1 треста «Кишинёвстрой» в Кишинёве, затем служил в Красной Армии.
После демобилизации вернулся в коллектив треста, в котором его назначили бригадиром комплексной бригады. Пройдя повышение квалификации на стройках Москвы и Ленинграда, он добился внедрения комплексных методов труда, введения специальности строителя-монтажника, организационных изменений и возвышения результативности труда. Являлся одним из зачинателей индустриальных методов в строительной отрасли Молдавской ССР. Заочно учился в техникуме.
Указом Президиума Верховного Совета СССР от 28 мая 1960 года за выдающиеся производственные успехи и проявленную инициативу в организации соревнования за звание бригад и ударников коммунистического труда Топало Владимиру Кузьмичу присвоено звание Героя Социалистического Труда с вручением ордена Ленина и золотой медали «Серп и Молот».
Общий трудовой стаж составил 54 года.
В 2001 году с семьей переехал из Кишинёва к родственникам в Лужский район Ленинградской области.
Делегат XXII съезда КПСС (1961).

## Награды и звания
- Орден Ленина (1960)
- Герой Социалистического Труда (1960)
- Медаль «За трудовую доблесть» (1963)
- медали
- Почетные грамоты Президиума Верховного Совета Молдавской ССР
- грамоты и благодарности Министерства по строительству Молдавской ССР
- грамоты и благодарности строительного треста